# تحلیلگر بالا به پایین
تحلیلگر بالا به پایین
در علوم کامپیوتر تحلیل بالا به پایین استراتژی است که در آن ابتدا به بالای درخت تحلیل نگاه می کنیم و سپس با بازنویسی قواعد گرامر به سمت برگ‌ها حرکت می کنیم.  تحلیلگرها ی LL از این روش استفاده می‌کنند.
تحلیل بالا به پایین را استراتژی است برای تحلیل ارتباطات بین داده‌های ناشناس از طریق فرض کردن ساختار یک درخت تحلیل کلی و سپس در نظر گرفتن سازگاری آن با مفروضات. این در مورد آنالیز هم زبان‌های طبیعی و هم زبان‌های کامپیوتری مصداق دارد.
تحلیل بالا به پایین را می‌توان تلاشی برای پیدا کردن سمت چپ‌ترین درخت اشتقاق یک رشتهٔ ورودی از طریق درخت تحلیل و قواعد گرامر دانست. توکن‌ها یکی یکی از جپ به راست خوانده و تحلیل می‌شوند. ابهام گرامر از طریق امکان‌پذیری گسترش سمت راست چندین قاعده مشخص می‌شود.
تحلیل بالا به پایین همراه با backtracking می‌تواند دارای پیچیدگی زمانی نمایی با توجه به طول ورودی و ابهام گرامر باشد.برخی دانشمندان با تغییراتی توانسته‌اند راه حل با پیچیدگی زمانی چندجمله‌ای نیز ارائه کنند.

## کاربرد زبان‌های برنامه‌نویسی
یک کامپایلر با تحلیل و تطبیق قواعد ورودی یک زبان برنامه نویسی را به زبان اسمبلی تبدیل می‌کند.تحلیلگر بالا به پایین LL با اعمال قواعد تولید روی هر غیر پایانه و با توجه به لزوم تولید اشتقاق چپ تحلیل خود را انجام می‌دهد و سپس این کار را برای غیره پایانه‌ای دیگر تکرار می‌کند. در این تحلیل سعی می‌شود تا سمت چپ‌ترین غیر پایانه از قاعده انتخاب و گسترش یابد و به همین ترتیب ادامه می دهیم. 
به‌طور مثال:
- {\displaystyle A\rightarrow aBC}
- {\displaystyle B\rightarrow c\mid cd}
- {\displaystyle C\rightarrow df\mid eg}

به این ترتیب بعد از قاعده اول B گسترش یافته و سپس  C. در گرامرهای مبهم بیش از یک درخت اشتقاق چپ برای یک رشته موجود می‌باشد.یکی از راه حل‌های این موضوع استفاده از تحلیلگر LR می‌باشد.

## تعیین بازگشتی چپ در تحلیل بالا به پایین
گرامرهایی که دارای بازگتی چپ هستند به سادگی قابلیت اعمال تحلیل بالا به پایین بر روی آن را نداریم گرچه پیشرفت‌هایی در این زمینه صورت گرفته اما راه پیشنهادی تبدیل آن به فرم باز گشتی راست است.الگوریتمی توسط Callaghan و  Frost و Hafiz در زبان haskall طراحی شده که مسئله گرامرهای مبهم را حل می‌کند.

## پیچیدگی زمانی و مکانی تحلیل بالا به پایین
اگر گرامر مبهم باشد تحلیلگر در بدترین حالت ممکن با در نظر داشتن ورودی باید همه قواعد را امتحان کند و تمام درخت‌های اشتقاق چپ ممکن را به دست آورد ، که اینکار دارای پیچیدگی زمانی و مکانی نمایی است.  Norvig در سال 1991 این موضوع را حل کرد. 
کلید اصلی ذخیره کردن نتیجه حاصل از اعمال تحلیلگر P در مقطع j است و استفاده از آن در هر زمانی که در موقعیت مشابهی قرار گرفتیم.

## مخالفت با حقایق
LL می‌تواند خوانا و کوچک باشد گرچه آهسته تر است. زمان لازم وابسته به جدول BNF است که می‌تواند همان مشکلات LALR را ایجاد کند.LL حافظه زیادی می‌گیرد ولی بازگشتی بودن را پشتیبانی می‌کند. یک LALR در بازگشت به بالا مسیر بیشتری نسبت به LL در رفتن به حالت بعدی اش دارد.

## بیشتر بخوانید
- تحلیلگر پایین به بالا
- تحلیل
- تحلیلگر بازگشتی نزولی
- تحلیل عبارات گرامر